# Рача

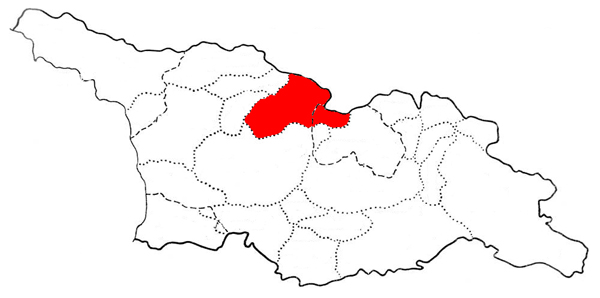
Рача на карте Грузии

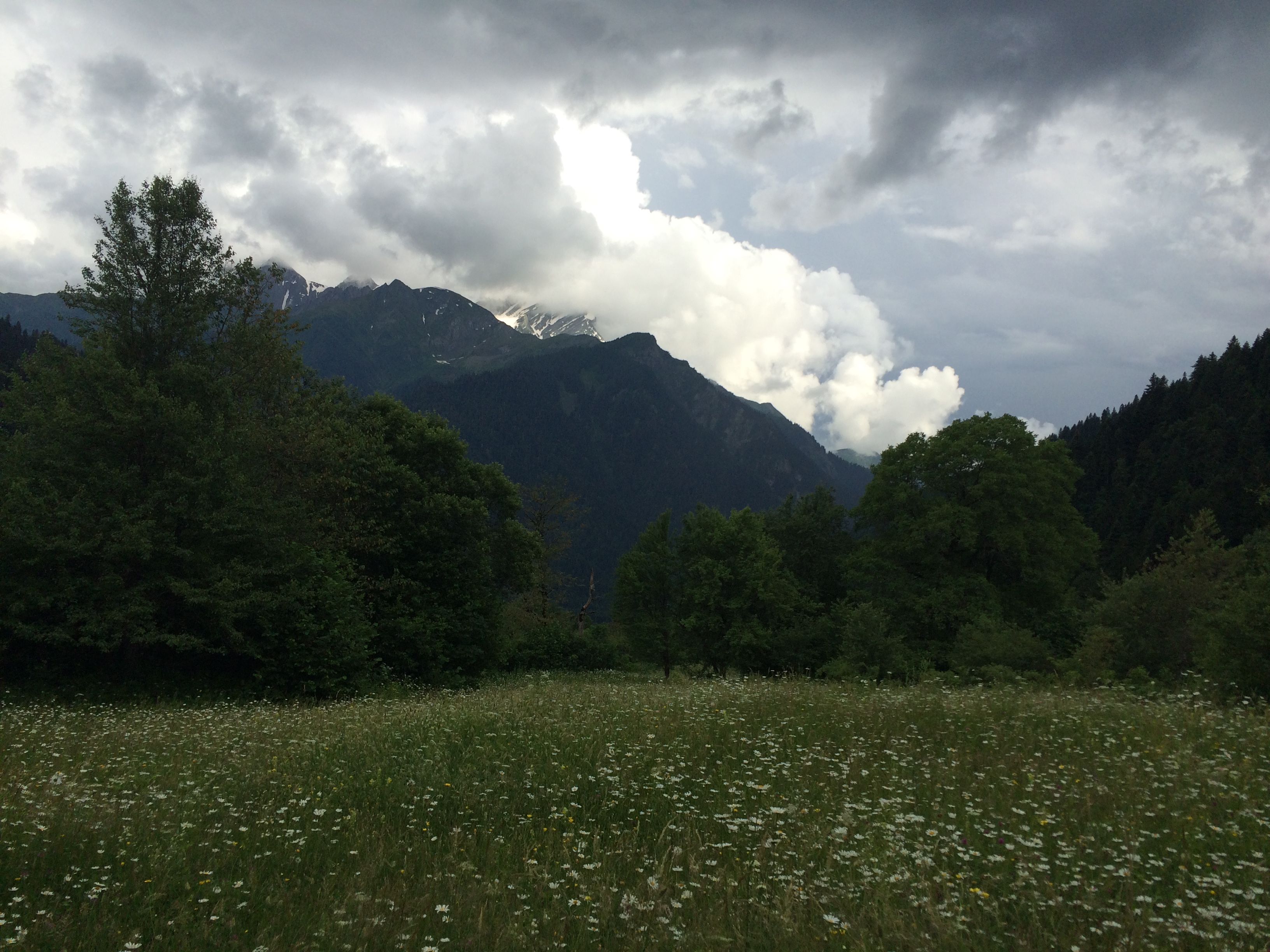
Горы близ рачинской деревни Гона

Рача (груз. რაჭა, осет. Рацъ) — историческая горная область Грузии в верховьях реки Риони с центром в городе Амбролаури. В современной Грузии в административном плане области соответствуют Онский и Амбролаурский районы края Рача-Лечхуми и Нижняя Сванетия.

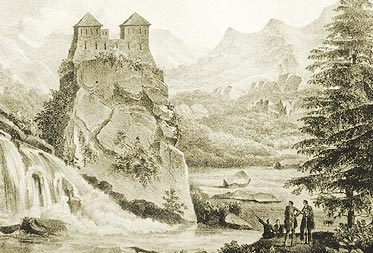
Старая крепость в Рачи в XIX веке.

Населена преимущественно грузинами-рачинцами, в Они проживает грузинско-еврейская община.
В Раче расположено село Хванчкара, где производится известное грузинское вино «Хванчкара».

## География
С северо-запада Рача отделена Лечхумским хребтом от Сванетии и Лечхуми, с северо-востока Главным Кавказским хребтом от российской Северной Осетии, с юга — Рачинским хребтом от Имеретии, на востоке граничит с Шида-Картли/Южной Осетией.

## История
В Раче существовало эриставство, вассальное имеретинскому царю. После 1810 года в составе Российской империи. Территории области примерно соответствовал Рачинский уезд Кутаисской губернии.
В 70-е годы XVIII века побывавший в Грузии немецкий путешественник И. А. Гюльденштедт, об Рача:

Состояние округа Раджа

Значительный округ Раджа имел своего собственного властителя в лице еристава Раджи. Но когда последний, хотя он был тоже имеретинским князем, переметнулся в партию врагов имеретинского царя Саломона и, как и они в 1769, был побежден, то царь лишил его [власти] и считал Раджу своим бесспорным законным завоеванием.

Жители этого округа истинные грузины и греческие христиане. Они говорят, как и вся Имерети, на отличающемся от картельского имеретинском диалекте грузинского языка. Среди грузин имеется много армян и осетин а так же значительная часть евреев. Из этого округа насчитывается 5600 боеспособных мужчин.— И. А. Гюльденштедт, Путешествие по Кавказу в 1770—1773 гг.: Путешествие и наблюдения в Грузии 1771 г., 

## ИзвестныеэриставыРачи

### ДомКахаберидзе
- Кахабер I (ум. 1088)
- Нианиа (1088—1120)
- Кахабер II (1175—1210)
- Кахабер III (1245—1278)

### ДомЧхеидзе
- Иванэ (1465—1485 или 1488—1497)
- Кахабер IV (1485—1510 или 1497—1510)
- Бедиан (1510—1534)
- Шошита I (1534—1565 или 1534—1570)
- Папуна I (1651—1661)
- Шошита II (1661—1684)
- Папуна II, его сын (1684—1696)
- Шошита III, его сын (1696—1731 или 1696—1732)
- Григол, его сын (1731—1741 или 1732—1743)
- Вахтанг, его брат (1741—1749 или 1743—1750)
- Ростом, внук Шошиты III (1749—1769 или 1750—1769)
- Антон, его внук (1784—1784)
- Гиорги (1784—1787)
- Антон (1787—1789) — второй раз.

## В искусстве
- Кинофильм Самые быстрые в мире.